# Su Yu

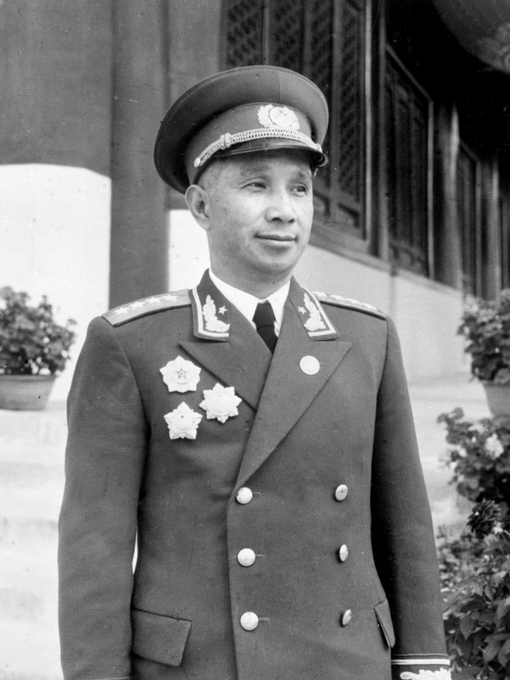
Su Yu im Jahre 1955

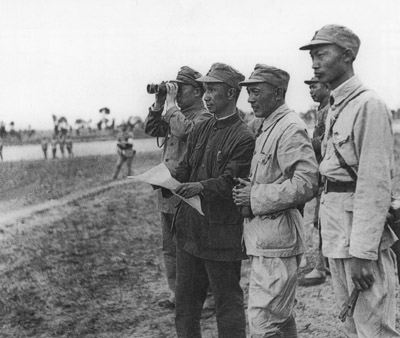
Su Yu (2. v. links) observiert das Gelände während des Menglianggu-Feldzuges

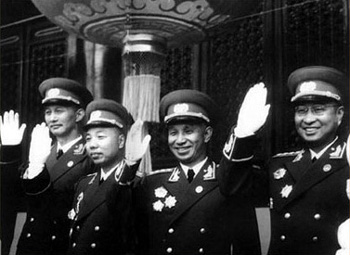
Hong Xuezhi, Xiao Hua, Su Yu und Chen Geng am Nationalfeiertag 1955 auf dem Tor des Himmlischen Friedens

Su Yu (chinesisch 粟裕, Pinyin Sù Yù, W.-G. Su Yü; * 10. August 1907 im Kreis Huitong (Hunan); † 5. Februar 1984 in Peking) war ein chinesischer General der Roten Armee bzw. der Volksbefreiungsarmee. Er kämpfte im Krieg gegen Japan und im Bürgerkrieg. Nach Ausrufung der Volksrepublik war er Generalstabschef der Volksbefreiungsarmee.
Su, der der ethnischen Minderheit der Dong angehörte, trat 1926 in die Sozialistische Jugendliga und noch im gleichen Jahr in die Kommunistische Partei Chinas ein. Am 1. August 1927 nahm er am Nanchang-Aufstand teil und schloss sich der Roten Armee unter Zhu De und Chen Yi an. Er gehörte zu jenen Soldaten, die sich Mao Zedongs Jinggangshan-Basisgebiet anschlossen. Im Jahre 1930 wurde er im Gefecht mit Kuomintang-Truppen von einem Granatsplitter getroffen; der Splitter blieb für den Rest seines Lebens in seinem Kopf. Im Jahre 1934 musste die Kommunistische Partei den Jiangxi-Sowjet räumen und zog im Langen Marsch ab. Ein Teil der Roten Armee unter Kommando von Chen Yi, Xiang Ying und Su Yu verblieb in Süd-Jiangxi und West-Fujian zurück, um Ruijin zu verteidigen und als Guerilla die Nationalistischen Truppen zu binden. Mit nur wenigen einsatzfähigen Soldaten, dafür vielen Verwundeten, lebten sie am Rand der Gesellschaft „wie Tiere in der Wildnis“. Im Jahre 1937 wurde aus diesen Truppen die Neue 4. Armee geformt. Im Krieg gegen Japan errichtete Su eine kommunistische Basis im Grenzgebiet zwischen Anhui und Jiangsu, wo er im Juli 1937 erneut verwundet wurde; das Projektil wurde erst im Jahre 1959 aus seinem Arm entfernt. Er zeigte in diesem Krieg starke Fähigkeiten, einen semi-konventionellen Krieg zu führen und besiegte im Jahre 1940 in der Schlacht von Huangqiao die Truppen des Kuomintang-Gouverneurs von Jiangsu Han Deqin.
Nach der Kapitulation Japans und dem erneuten Aufflammen des chinesischen Bürgerkrieges wurde Su zum stellvertretenden Kommandeur der Truppen in Ostchina und der 3. Feldarmee ernannt. Im Juni 1946, als die Kuomintang-Truppen die kommunistischen Basisgebiete angriffen, schlug Su vor, die Kämpfe in nicht von der Kommunistischen Partei kontrollierte Gebiete zu tragen, anstatt die in gebirgigem Gebiet liegenden Basen zu verteidigen. Su Yu gelang es, in Jiangsu und Shandong mit 30.000 Soldaten und 100.000 Milizionären eine Kuomintang-Armee aus gut ausgestatteten 120.000 Soldaten zu schlagen. Nach diesem Erfolg gab Mao Zedong die bis anhin erfolgreich angewandte Guerilla-Taktik auf und genehmigte konventionelle Methoden der Kriegsführung. Im Jahr 1947 wurde Su zum Kommandeur der ostchinesischen Feldarmee ernannt. In dieser Rolle führte Su die Truppen der KP unter anderem im Menglianggu-Feldzug und es gelang ihm, mit der 74. Division der Nationalrevolutionären Armee eine Eliteeinheit Chiang Kai-sheks zu vernichten. Im Huaihai-Feldzug 1948/1949 kommandierte Su gemeinsam mit Liu Bocheng die Volksbefreiungsarmee. Auf Su geht die Strategie zurück, die Truppen schnell zusammenzuziehen und wieder aufzulösen, was Ende 1948 die entscheidenden Siege in Schlachten gegen die Nationalrevolutionäre Armee herbeiführte.
Nach Ausrufung der Volksrepublik war Su für die Vorbereitung eines Angriffes auf Taiwan verantwortlich. Im Juni 1950 von Mao Zedong und der Zentralen Militärkommission zum Kommandeur der sogenannten Chinesischen Freiwilligenarmee ernannt, die Nordkorea im Koreakrieg unterstützen sollte. Su erkrankte jedoch und musste in der Sowjetunion behandelt werden, Peng Dehuai übernahm seine Position. Durch den Koreakrieg wurde außerdem die Landung in Taiwan verschoben (und hat bis heute nicht stattgefunden). Für seine Verdienste wurde Su im Jahre 1955 der Rang eines Großgenerals (chinesisch 大将, Pinyin dàjiàng) verliehen. Er durchlief mehrere Stationen in der Volksbefreiungsarmee, in den 1950er Jahren bekleidete er den Posten des Generalstabschefs der Volksbefreiungsarmee, darüber hinaus fungierte er als stellvertretender Verteidigungsminister. Während der Kulturrevolution war er für Eisenbahn, Post, Telekommunikation, Häfen und Schiffbau zuständig. Er war ständiges Mitglied in der Verteidigungskommission, im ständigen Ausschuss des Volkskongresses und im ständigen Ausschuss der Zentralen Beraterkommission.